# Górna Równia
Der Górna Równia (deutsch: Obere Fläche) ist ein Berg in Polen. Mit einer Höhe von 676 m ist er einer der niedrigeren Berge im Barania-Kamm in den Schlesischen Beskiden. Der Gipfel gehört zum Gemeindegebiet von Bielsko-Biała.

## Tourismus
- Auf den Gipfel führen keine markierten Wanderwege.